# Tasso effettivo globale
Il tasso effettivo globale (TEG) è espressione del costo totale del credito espresso in percentuale annua. Differisce dal TAEG in quanto non contempla gli oneri finanziari, ma comprende le spese per assicurazioni o garanzie anche quando queste non siano necessarie all'ottenimento del credito.